# Paractaea garretti
Paractaea garretti är en kräftdjursart som först beskrevs av M. J. Rathbun 1906.  Paractaea garretti ingår i släktet Paractaea och familjen Xanthidae. Inga underarter finns listade i Catalogue of Life.